# ヴィットーリオ・アメデーオ1世・ディ・サヴォイア＝カリニャーノ
ヴィットーリオ・アメデーオ1世・ディ・サヴォイア＝カリニャーノ（イタリア語: Vittorio Amedeo I di Savoia-Carignano, 1690年2月29日 - 1741年4月4日）は、第3代カリニャーノ公（在位：1709年 - 1741年）。

## 生涯
カリニャーノ公エマヌエーレ・フィリベルトとアンジェラ・マリーア・カテリーナ・デステとの息子で、1714年11月7日モンカリエーリにて、サヴォイア公ヴィットーリオ・アメデーオ2世の娘マリーア・ヴィットーリア・フランチェスカ（Maria Vittoria Francesca di Savoia, 1690年2月10日 - 1766年6月8日 パリ）と結婚した。この結婚で以下の子をもうけた。
- ジュゼッペ・ヴィットーリオ・アメデーオ（1716年）
- アンナ・テレーザ（1717年 - 1745年） - 1741年スービーズ公シャルル・ド・ロアンと結婚
- ルイージ・ヴィットーリオ（1721年 - 1778年） - カリニャーノ公
- ヴィットーリオ・アメデーオ（1722年）
- 死産した娘（1729年）

彼の死後は次男ルイージ・ヴィットーリオが後を継いだ。